# قله موآندا
قله موآندا (به لاتین: Mwanda Peak) یک کوه در زامبیا است که در زامبیا واقع شده‌است. قله موآندا ۲٬۱۴۸ متر بالاتر از سطح دریا واقع شده‌است.